# Rəsul Çunayev
Rasul Chunayev (en azéri : Rəsul Çunayev), né le 7 janvier 1991 à Qabaqçöl, est un lutteur azerbaïdjanais, spécialiste de lutte gréco-romaine.

## Biographie
Il est médaillé d'or à l'Universiade d'été de 2013 à Kazan dans la catégorie des moins de 66 kg et remporte le Golden Grand Prix de lutte 2013 dans la même catégorie. 
Médaillé d'argent des moins de 71 kg aux Championnats d'Europe de lutte 2014 et au Golden Grand Prix de lutte 2014, il est ensuite médaillé de bronze aux Championnats du monde de lutte 2014 et médaillé d'or aux Jeux européens de 2015. Il remporte le titre de champion du monde des moins de 71 kg en 2015 à Las Vegas.
Il est médaillé de bronze des moins de 66 kg aux Jeux olympiques d'été de 2016, médaillé de bronze des moins de 71 kg aux Jeux de la solidarité islamique 2017 puis médaillé d'argent des moins de 72 kg aux Championnats d'Europe de lutte 2018.